# Portret van Léon Delafosse
Het Portret van Léon Delafosse (Engels: Portrait of Léon Delafosse) is een schilderij uit de jaren 1890 van John Singer Sargent, een van de belangrijkste portrettisten van de beau monde van Parijs op dat moment. Het bevindt zich in het Seattle Art Museum.

## Schilderij
Léon Delafosse (1874-1951) was een Frans pianist die vooral bekend is geworden als mogelijk model voor Charles Morel in de romancyclus À la recherche du temps perdu van Marcel Proust. Wanneer en waar het portret werd geschilderd, is onbekend. Het werd in ieder geval geëxposeerd in de Copley Hall in 1899.
Wel is zeker dat de twee kunstenaars elkaar niet ontmoet hebben toen Sargent nog in Parijs woonde want toen Sargent daar vertrok was Delafosse nog maar elf of twaalf jaar. Later ontmoetten ze elkaar wel geregeld, zeker ook omdat Sargent een bewonderaar was van zijn pianospel, in het bijzonder van de Franse componist Gabriel Fauré; Sargent heeft veel gedaan om die componist in Engeland te promoten. Maar ook uit brieven van Sargent aan Isabella Stewart Gardner beval hij een ontmoeting tussen de pianist en de Bostonse kunstverzamelaar aan, met name vanwege het virtuoze pianospel maar ook vanwege diens eigen composities.
Na de Tweede Wereldoorlog was het schilderij jarenlang geblokkeerd in Engeland waarnaartoe het was uitgeleend voor een tentoonstelling. Zeker in september 1949 was het weer terug bij de pianist in Parijs.

## Herkomst
Het portret was eigendom van de geportretteerde, vermoedelijk tot diens overlijden in 1951. Daarna is onduidelijk wat er gebeurde. In 1989 dook het op in een Parijse galerie en in 2001 werd het gekocht door het Seattle Art Museum.
Ralph Curtis op het strand in Scheveningen (1880) · Portret van Madame X (1884) · Portret van Mademoiselle Suzanne Poirson (1884) · Portret van Madame Paul Poirson (1885) · Anjer, lelie, lelie, roos (1886) · Portret van Isabella Stewart Gardner (1888) · Portret van Léon Delafosse (1893-1899) · Nonchaloir (1911)